# Nitro (mineral)
El nitro es un mineral dentro la clase de los minerales carbonatos y nitratos. Es conocido desde tiempos ancestrales, siendo nombrada así a partir de su nombre en griego, nitron, o en latín, nitrum. Un sinónimo usado erróneamente es el de salitre, roca sedimentaria o sedimento que en realidad es una mezcla de nitro con nitratina (NaNO3) y otras sales.

## Características químicas

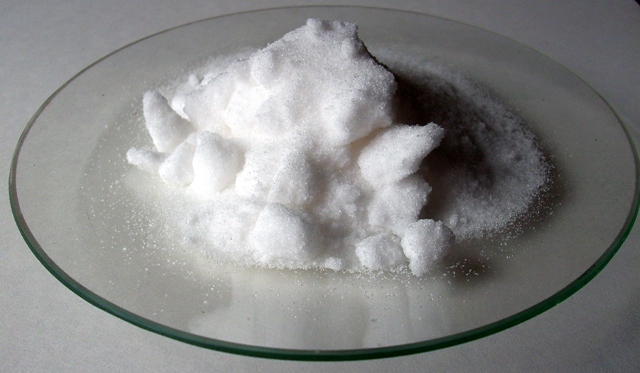
Es un nitrato de potasio anhidro natural.

Es el análogo con potasio de la nitratina con sodio.
Además de los elementos de su fórmula, suele llevar como impurezas: sodio y litio.

## Formación y yacimientos
Aparece formando eflorescencias superficiales en las regiones áridas, en cuevas u otros lugares secos y protegidos.
También aparece en suelos ricos en materia orgánica, especialmente después de la lluvia durante la época de calor —formando parte del salitre—.
Suele encontrarse asociado a otros minerales como: nitratina, nitrocalcita, nitromagnesita, epsomita, yeso o calcita.

## Usos
En su manipulación se debe tomar precauciones, pues es detonante en contacto con sustancias combustibles.